# Dirk Janssens
Dirk Janssens (Anderlecht, 28 maart 1963) is een Belgisch politicus van Open Vld en volksvertegenwoordiger.

## Levensloop
Hij groeide op in een bakkersgezin. Janssens is beroepshalve advocaat. Daarnaast was hij van 1998 tot 1999 voorzitter van de Vlaamse Atletiekliga en lid van de Belgische Arbitragecommissie voor de Sport en was hij mede-bedenker van Start-to-Run .
Als actief lid van het Willemsfonds werd hij vanaf 2004 politiek actief bij Open Vld. Hij werd lid van de partijraad van de partij en was van 2008 tot 2014 voorzitter van de Open Vld-afdeling in Halle. Van 2012 tot en met 2024 was hij ook gemeenteraadslid van Dilbeek en van 2012 tot 2014 was hij provincieraadslid van Vlaams-Brabant.
Nadat hij tevergeefs opkwam bij de federale verkiezingen van 2007 en de Vlaamse verkiezingen van 2009, stond hij bij de federale verkiezingen in mei 2014 als eerste opvolger op de Open Vld-lijst voor de Kamer van volksvertegenwoordigers in de kieskring Vlaams-Brabant. Toen Open Vld-volksvertegenwoordigster Maggie De Block in oktober 2014 minister werd, volgde hij haar op in de Kamer. Bij de verkiezingen van 2019 was hij geen kandidaat meer. In 2024 nam hij ook in alle stilte afscheid van de Dilbeekse gemeentepolitiek.